# Proburnetia
Proburnetia es un género extinto de terápsidos perteneciente a la familia Burnetiidae, la cual asimismo pertenece al suborden Biarmosuchia. Tiene grandes protrusiones en el cráneo; éste medía unos 20 cm, por lo que el animal debió medir 1,5 metros. Vivió durante la época Lopingiense del Pérmico Tardío en lo que ahora es Rusia.

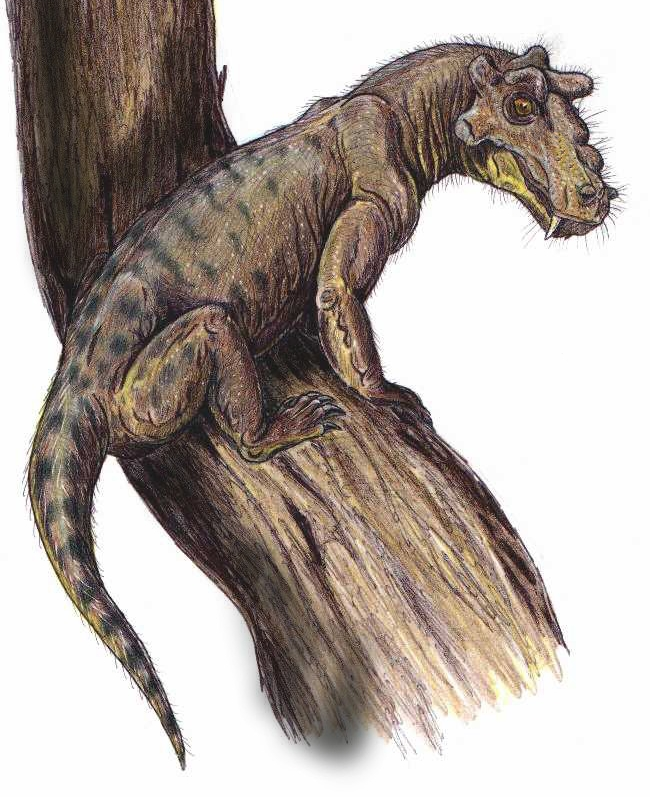
Recreación de Proburnetia viatkensis.